# Robert Baldauf
Robert Baldauf (* 22. April 1881 in Waldenburg BL; † 26. Mai 1918 in Frankfurt am Main) studierte um die Wende von 19. zum 20. Jahrhundert Altphilologie an der Universität Basel. Er war von 1904 bis zu seinem frühen Tod 1918 als Journalist in Frankfurt am Main tätig.

## Leben
Der über lange Zeit völlig vergessene und erst im Rahmen der sogenannten Chronologiekritik vor einigen Jahren wiederentdeckte Robert Baldauf wurde am 22. April 1881 in Waldenburg (Kanton Basel-Landschaft/Schweiz) geboren. Seinen Veröffentlichungen nach zu schließen, studierte er Altphilologie an der Universität Basel, und zwar bis zum Wintersemester 1901/1902. Über einen Studienabschluss ist nichts bekannt. Als Student eingeschrieben war er aber anscheinend nur zwei Semester lang.
Im Jahr 1904 wurde Robert Baldauf Feuilletonredakteur der renommierten liberalen Frankfurter Zeitung (heute Frankfurter Allgemeine Zeitung) und blieb dort angestellt bis zu seinem frühen Tod. Für Thea Sternheim war der Kritiker Baldauf ein „deutschnationaler Journalist“. Kürschners Deutscher Literatur-Kalender verzeichnet für das Jahr 2017 vier Feuilletonredakteure der Frankfurter Zeitung, darunter immer noch Robert Baldauf. Er starb im Alter von 37 Jahren am 26. Mai 1918. Über die Todesursache ist nichts bekannt, aber damals grassierte die Spanische Grippe in Frankfurt.
Die Fama vom Philologen und Privatdozenten, die ungeprüft übernommen wurde, geht zurück auf Band 2 der seit 2003 erscheinenden englischsprachigen Werkreihe History: Fiction or Science der Arbeitsgruppe um den russischen Mathematiker und Chronologiekritiker Anatoli Fomenko an der Moskauer Universität, wurde aber schon einige Jahre zuvor von Uwe Topper in einem seiner Bücher behauptet. Belegt wird sie allerdings auch dort nicht, und auch nicht in der nahezu wörtlichen Übernahme aus dem Formenko-Buch, die erstmals 2007 in der englischsprachigen Wikipedia-Ausgabe auftauchte. Da der erste Band von Baldaufs geplanter Veröffentlichungsreihe aber im Verlag der Dykschen Buchhandlung Leipzig erschien, wurde sogar vermutet, dass Baldauf gar kein Schweizer war. Fomenko spricht in diesem Zusammenhang – auch hier ohne Beleg – von „the German Privatdozent Robert Baldauf“.

## Werke
In den Jahren 1902 und 1903 veröffentlichte Baldauf zwei von geplanten vier Bänden unter dem allgemeinen Titel HISTORIE UND KRITIK (einige kritische bemerkungen), zuerst den vierten und dann den ersten Band einer nach eigenen Angaben auf noch deutlich mehr geplanten Reihe. Mehr scheint jedoch nie erschienen zu sein.
Baldauf behauptete, die von ihm geprüften Schriften seien zum größten Teil Fälschungen aus jüngerer Zeit. Dabei scheute er sich nicht, eine Gegenposition zur gängigen Lehrmeinung seiner Zeit einzunehmen. Er entdeckte bedeutsame Parallelen zwischen den historischen Büchern des Alten Testaments und Werken der mittelalterlichen Romantik sowie Homers Ilias, die ihn zu der Annahme führten, dass der uns überlieferte Text sowohl der Ilias als auch der Bibel eher aus dem Spätmittelalter als der Antike stammt. Einige der antiken und mittelalterlichen Werke, chronologisch durch Jahrhunderte getrennt, wiesen seiner Ansicht nach derartige Ähnlichkeit auf, dass Baldauf die Vermutung aufstellte, sie seien Werke desselben Autors oder zumindest derselben Zeit. In subtilen philologischen Analysen gelangte er mit rein textkritischen Methoden für die von ihm untersuchten Schriften aus dem Kloster St. Gallen zu ähnlichen Schlussfolgerungen wie über 200 Jahre vor ihm der französische Jesuit und Universalgelehrte Jean Hardouin, den er aber entweder nicht zu kennen scheint oder zumindest an keiner Stelle erwähnt.
Doch ähnlich wie Hardouin stellte er keineswegs deshalb die Zeitrechnung selbst in Frage, was sog. Chronologiekritiker – wie in Deutschland z. B. Heribert Illig oder Uwe Topper oder in Russland Anatoli Fomenko – freilich nicht davon abhält, in ihm ebenso wie in Hardouin einen verwandten Geist oder Ahnherrn zu sehen. Dabei macht Baldauf in seiner eigentümlichen Orthographie mit fast konsequenter Kleinschreibung deutlich, dass es ihm überhaupt nicht um eine Neuordnung der Chronologie ging, sondern um eine Neudatierung vermeintlich antiker oder mittelalterlicher Schriften:
„das christenturn hat bis ans Ende des 13. jahrhunderts nur in der tradition bestanden, in der tradition, die durch die welt germanischen götterglaubens tief beeinflusst war, und aus dieser mit heidnischgermanischen elementen durchsetzten christlichen tradition schöpften die italienischen bibel-Schriftsteller.“
Baldaufs Studie über die antike Dichtung im Band 4 zeigt, dass manche antike Dichter Versmaße und Reime verwandten, die denen der mittelalterlichen Troubadoure ähneln. Baldauf ist davon überzeugt, dass die Verse des Horaz mittelalterlichen Ursprungs sind und weist auf deutsche (Stabreime) und italienische Einflüsse in Ausdruck und Versmaß hin. Darüber hinaus finden sich laut Baldauf so ausgeprägte Parallelen zwischen der Dichtung des Horaz und des Ovid (obwohl sie vermutlich nichts von der Existenz des jeweils anderen wussten), dass er zu der Überzeugung gelangt, dass die Werke beider von einem Dritten – offenbar viel späteren Autor – verfasst wurden, was die klassische Philologie damit erklärt, dass die römische Literatur stark von griechischen Vorbildern und insbesondere den Schriften Homers beeinflusst war und die in der Ilias und der Odyssee verwendeten Motive die gesamte abendländische Literatur bis heute geprägt haben.
An den Schilderungen der italienischen Humanisten über ihre sensationellen Funde in deutschen Klosterbibliotheken meldet Baldauf ernsthafte Zweifel an. Er hatte sich intensiv mit der Geschichte des berühmten Schweizer Benediktiner-Klosters St. Gallen beschäftigt, das damals eine der größten und ältesten Bibliotheken der Welt beherbergt haben soll.
De facto handelte es sich in der Renaissancezeit jedoch wohl eher um eine völlig heruntergekommene Abtei, in der der ganze Konvent nur aus zwei bildungsfernen Männern des Adels bestand, dem Abt Heinrich von Gundelfingen und dem Probst Georg von Enne. Baldauf stieß bei seinen Recherchen auf die Spuren eines möglichen Bücherraubes durch eine der schillerndsten Figuren des italienischen Humanismus, den Renaissancegelehrten Gianfrancesco Poggio Bracciolini, zusammen mit Cincius Rusticus und Bartolomeo De Monte Politiano – alle drei hochgebildet und gut vernetzte Diener der römischen Kurie. Sie sollen im Winter 1415 aus der Bibliothek dieses Klosters Manuskripte und Bücher entwendet oder auch nur kopiert haben, die – vorsichtig formuliert: - damals wie heute als antik gelten.
Was damals genau geschehen ist, weiß man nicht. Denn selbst die Anzahl der Werke geht in den Berichten weit auseinander – Poggio selbst spricht von Büchern dreier Autoren; in einem Schreiben seines venezianischen Mäzens Francesco Barbaro ist von deutlich mehr die Rede, und ein zeitgenössisches Periodikum will von bis zu „zwei Wagen“ voller Bücher oder Handschriften wissen. Als einziger der drei römischen Besucher hat allerdings später nur Poggio von der „vollgedrängtesten Menge von Büchern“ in einem „scheußlichen und dunklen Kerker, auf dem Boden nämlich eines Thurmes, wohin nicht einmal die zum Tode Verurtheilten verstoßen werden sollten“ gesprochen, womit er den Klosterturm meinte, den nur er betreten haben will.
„humanistenbriefe sind zwar bekanntlich eine eigene sorte von briefen. aber diese ‚eigenart‘ ist es eben, die auffällt“, kommentierte Baldauf trocken das undurchsichtige Geschehen. Denn eine zeitgenössische chronik des Gotzhaus St. Gallen weiß von einer großen Bibliothek und Bücherschätzen nichts zu berichten, wohl aber vom Abt Heinrich, der schon zwei Jahre nach dem Besuch aus Rom seines Amtes enthoben worden war: „der herr ist unwissent und liederlich gesin“, heißt es da, „und ward im consilium zuo Constentz abgesetzt“. Doch auch die St. Gallener Äbte vorheriger Jahrhunderte waren nicht besser, da nur der Adel dem Kloster vorstehen durfte. Heinrichs Vorgänger wie der „blödsinnige Hildebold († 1328)“ oder sein direkter Vorgänger, „der unsittliche Cuno von Stoffeln († 1411)“ waren typisch für eine Ahnenreihe ungebildeter feudaler Stiftsherren, die ihr Kloster bloß als Pfründe betrachteten, mit der man in die eigene Tasche wirtschaften konnte. „Sie waren so unwissend, dass im J[ahr] 1291 das ganze Capitel mit seinem Abte nicht schreiben konnte, dagegen brachten sie ihr rohes Leben in Pferdeställen, auf der Jagd, bei Gastmählern und auf Kriegszügen zu und trugen zuletzt keine Spur eines geistlichen Lebens mehr an sich.“
Im erst ein Jahr später in Leipzig erschienenen Bd. 1 seiner Kritik mit dem Untertitel Der Mönch von St. Gallen versucht Baldauf mit textkritischen Analysen und Gegenüberstellungen ausgewählter Textstellen den Nachweis zu erbringen, dass die nur unvollständig erhaltene Schrift Monachus Sangallensis de gestis Karoli Magni, die dem St. Gallener Mönch Notker Balbulus (der Stammler) zugeschrieben wird, keineswegs der Karolingerzeit entstammt, sondern im 11. Jahrhundert vom St. Gallener Mönch Ekkehard IV., der als einziger darüber berichtet, selbst verfasst worden sei. Doch selbst dann scheinen laut Baldauf einige der für romanische Sprachen charakteristischen Ausdrücke, die man in der von ihm untersuchten Handschrift findet, zu keiner der beiden angeblichen Datierungen (die eine stammt aus dem neunten, die andere aus dem elften Jahrhundert) zu passen. Abgesehen davon fand er deutlich jüngere Passagen, wie z. B. frivole Geschichten über das Geschehen in öffentlichen Dampfbädern (die es damals noch gar nicht gab, weil die Menschen im europäischen Raum sie erst in der Spätphase der Reconquista kennenlernten) und sogar Anspielungen auf die Inquisition.
Das Buch bricht wie unfertig nach 168 Seiten abrupt ab – nicht einmal die verwendete Literatur wird separat gelistet – und ist im Gegensatz zu Bd. IV eng bedruckt, so dass der Eindruck entsteht, der Verfasser habe es in Eile auf eigene Kosten drucken lassen.
Seine Forschungsergebnisse fasst er in Bd. IV mit folgenden Worten zusammen:

„Homer, Aeschylus, Sophokles, Pindar, Aristoteles sind etwas näher zusammenzurücken. sie sind wohl alle kinder eines jahrhunderts. Ihre heimat ist aber gewiss nicht das alte Hellas, sondern das Italien des 14./15. jahrhunderts gewesen. Unsere Römer und Hellenen waren die italienischen humanisten. (…) noch einmal: die auf papyrus und pergament geschriebene geschichte der Griechen und Römer ist durchweg, die auf erz, stein etc. geschriebene zum großen Teil eine geniale fälschung des italienischen humanismus.“ Doch mit Aeschylos, Sophokles, Pindar, Aristoteles hat sich Baldauf in seinem gedruckten Werk nur kursorisch beschäftigt, und auch Homer dient eher als Beleg, dass es sich bei Notker Balbulus und seinem Werk um eine Erfindung aus einem späteren Jahrhundert handelt. So bleiben die beiden Bücher beachtenswerte fragmentarische Fleißarbeiten, die jedoch die weitreichenden Schlussfolgerungen, die der Verfasser daraus zieht, nur unzureichend belegen können. Von zeitgenössischen Historikern wurden seine Ansichten verworfen.
Aus seiner Zeit als Feuilletonredakteur der Frankfurter Zeitung sind zwar diverse Artikel (gezeichnet mit dem Kürzel rb) zu Theaterstücken von Arthur Schnitzler, August Strindberg, Frank Wedekind oder René Schickele bekannt, aber keine umfangreicheren Publikationen.

## Veröffentlichungen
- Robert Baldauf: Historie und Kritik Bd 4. Das Altertum C. Metrik und Prosa. Universitätsdruckerei Friedrich Reinhardt, Basel 1902. (Faksimilie Nachdruck: Isha Books (= Gyan Books), Delhi 2013, ISBN 978-93-331-6373-6)
- Robert Baldauf: Historie und Kritik Bd 1. Der Mönch von St Gallen. Dyksche Buchhandlung, Leipzig 1903. (Faksimilie Nachdruck: Isha Books (= Gyan Books), Delhi 2013, ISBN 978-93-331-5060-6)
- Robert Baldauf: Das elsässische Problem auf der Bühne: Uraufführung von René Schickeles Schauspiel „Hans im Schnakenloch“  im Frankfurter Neuen Theater. In: Frankfurter Zeitung. Nr. 351, 19. Dezember 1916.